# Под југословенским небом
Под југословенским небом је први звучни југословенски филм из 1934. године. Аутор сценарија и режије је Миодраг Мика Ђорђевић, један од пионира седме уметности на нашим просторима.

## О филму
Остварење „Под југословенским небом” снимљен је као дугометражни туристички и документарни филм у продукцији „Југословенског просветног филма". Састављен је од низа филмских вињета којима се представљају природне лепоте и друштво у Југославији. Музику за филм је урадио композитор Станислав Бинички. Филм је сниман на бројним локацијама од Охрида до Бледа и од Ђердапа до Јадрана. У циљи туристичке промоције земље филм је приказиван у Француској и Чехословачкој. Куриозитет у филму представља први тонски снимак југословенског краља Александра, који је у филму пожелео добродошлицу чехословачком министру спољних послова.

## Занимљивости
- У филму је забележен један од првих тонских снимака текбира (арап. تَكْبِير) термин који означава арапску фразу Алаху екбер (арап. الله أكبر), исправно превођен „Алах је већи”.[2]
- Иако је важио за „дворског сниматеља", Миодраг Мика Ђорђевић био је члан илегалне КПЈ, а због чланства у тој партији током рата и окупације биће стрељан 1943. године.
- „Под југословенским небом" је први домаћи дугометражни звучни филм док је један од првих кратких звучних филмова снимљен две године раније на железничкој станици „Топчидер" па се у позадини може чути писак парне локомотиве. Снимљен је у форми „музичког спота" а песму „Јеси ли се наспавала мори дилбер Анђелијо" изводи Надица Перић.[3] А, 1933. године, Мијат Мијатовић снима песму „Другар ми се жени нане" уз пратњу циганског оркестра Паје Тодоровића.[4]
- Први звучни филм у свету је Џез певач који је имао премијеру 6. октобра 1927. године у Лос Анђелесу. По угледу на стране кратке звучне филмске вести у земљи почињу да се снимају први домаћи звучни филмски журнали, а један од сачуваних филмских журнала из тог пиoнирског периода је „Долазак совјетског посланика у Београд и Југославију 1940. године" који се данас чува у Југословенској кинотеци.[5]